# Unas (Stargate)
Gli Unas sono una specie aliena presente nella serie televisiva di fantascienza Stargate SG-1.

## Storia
Un Unas è apparso per la prima volta nell'episodio Il pianeta dei vichinghi, nel quale Jack and Teal'c vengono intrappolati da un dispositivo chiamato martello di Thor sul pianeta Cimmeria ed hanno dovuto difendersi da un Goa'uld nel corpo di un Unas che era stato intrappolato molto tempo prima. Teal'c spiega che gli Unas furono i primi ospiti dei Goa'uld, prima che la specie simbiotica incontrasse gli esseri umani; gli umani si rivelarono una razza ospite molto migliore per i Goa'uld, poiché i corpi umani erano più facili da riparare, e le mani e la voce umana offrivano una maggiore opportunità di espressione e di utilizzo della tecnologia; per questo motivo gli Unas non vennero più usati come ospiti.

## Storia ed evoluzione
Gli Unas sono stati i primi ospiti dei Goa'uld, e si sono evoluti sul loro stesso pianeta, P3X-888. Grazie agli studi fatti dal Dr. Daniel Jackson, si sono rivelate creature dotate di intelligenza e più civili del previsto, possedendo addirittura una primitiva struttura sociale.

## Caratteristiche
Gli Unas sono una razza eccezionalmente robusta, e molto più forte della razza umana. Un Unas in salute può continuare a combattere anche dopo essere stato colpito da un intero caricatore di P90, anche se poi morirà per la gravità delle ferite. Un Goa'uld nel corpo di un Unas è persino più potente, con un eccezionale potere di rigenerazione che gli permette di sopravvivere e guarire dopo aver ricevuto numerose ferite da arma da fuoco anche senza l'ausilio del sarcofago. Gli unas sono capaci di stare in una sorta di letargo per lunghi periodi e sopravvivere migliaia di anni. Hanno il sangue verde.

## Linguaggio e struttura sociale
Hanno un linguaggio composto da espressioni brevi e concise con circa cinquanta parole differenti. Tutte le parole e le frasi unas vengono riferite servendosi di un'enfasi animalesca e vengono spesso ripetute più volte, in parte perché sono creature emotivamente molto intense e probabilmente per aumentarne l'intelligibilità attraverso il fenomeno della ridondanza. La lingua unas è molto simile in alcuni aspetti alla lingua goa'uld, suggerendo la possibilità di una certa relazione tra i due idiomi.
Gli Unas sono divisi in clan, ognuno dei quali capeggiato da un maschio predominante; dagli episodi trasmessi non si è compreso se abbiano una religione, comunque si è potuto notare che hanno una sorta di rito nel quale cantano tutti insieme come a invocare qualcuno.
Gli Unas che non vivono sul pianeta P3X-888 sono assoggettati al volere dei Goa'uld che li usano come ospiti e schiavi e, come visto nell'episodio 5x07 "Beast of Burden", sono usati come schiavi anche da civiltà umane di altri mondi.